# Таборда, Жозе да Кунья
Жозе да Кунья Таборда (порт. José da Cunha Taborda; 8 апреля 1766, Лиссабон, Португалия — 4 июня 1836, Каштелу-Бранку, Португалия) — португальский художник, архитектор и педагог. Придворный живописец. Представитель неоклассицизма.
Образование получил в Королевском классе рисования. Ученик архитектора Жозе да Коста-э-Сильва. В 1788 году отправился в Рим. Учился у Антонио Каваллуччи. Приобрел репутацию, благодаря картине «Призыв Цинцинната к диктатуре».
Вернулся на родину в 1797 году, в 1799 году был назначен профессором Лиссабонской академии. В 1803 году начал свою карьеру придворного художника, создав несколько работ для двора.
Бо́льшую часть жизни работал над оформлением королевского дворца Ажуда в Лиссабоне и залов кортесов. Преподавал в недавно созданной школе живописи Casa Pia.
Не ограничиваясь изобразительной деятельностью, написал эссе по истории португальской живописи под названием «Память о самых известных португальских художниках, представляющая собой важную веху в историографии национального искусства».